# Anna Christian
Anna Christian (Douglas, 6 augustus 1995) is een Brits wielrenster uit Man.
In 2013 werd Christian nationaal kampioen van Groot-Brittannië bij de junioren. In 2017 won ze de nationale titel in het tijdrijden bij de beloften.
In 2014 nam Christian voor het eiland Man deel aan de Gemenebestspelen in Glasgow.

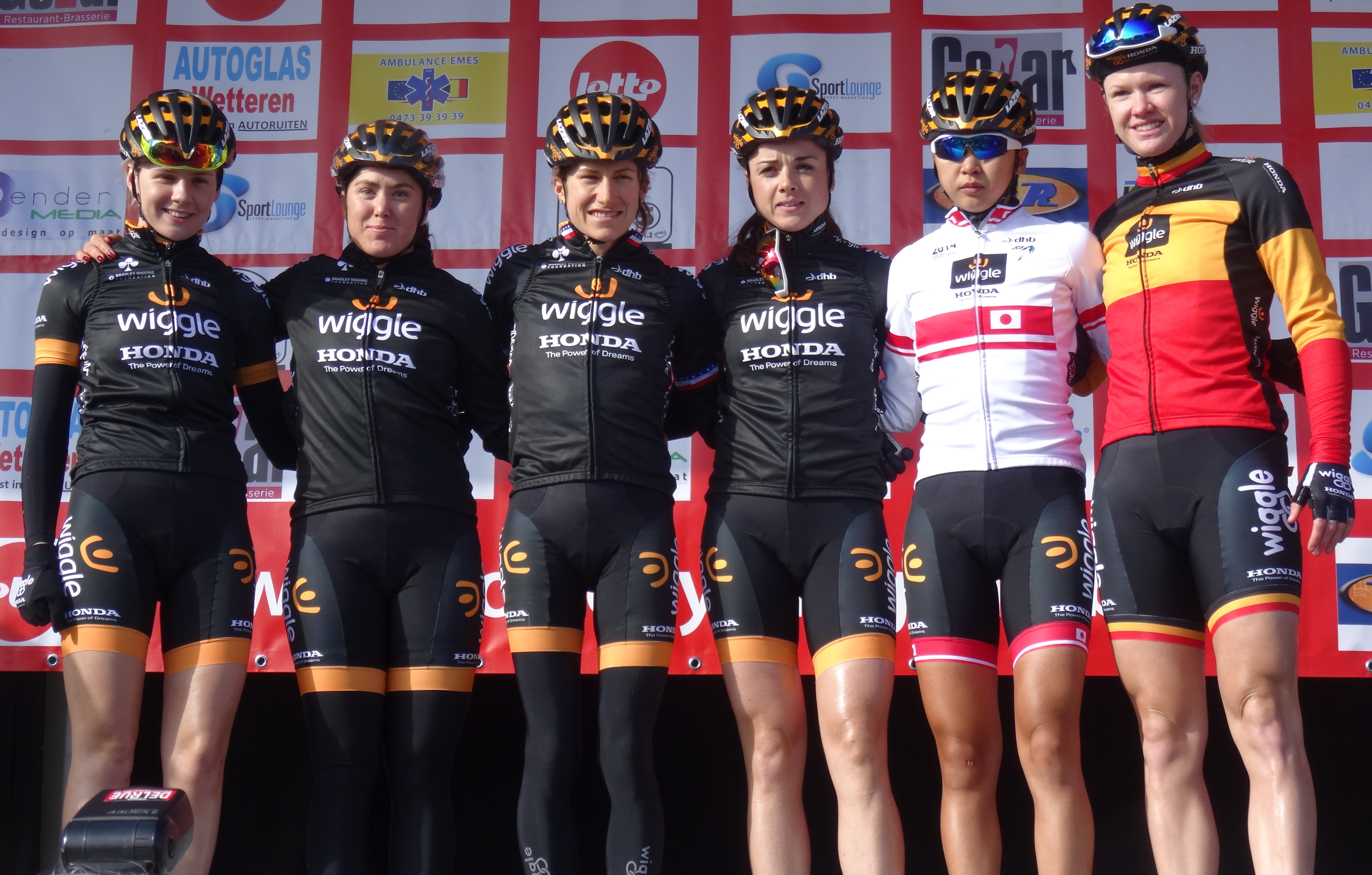
Christian (uiterst links) bij Wiggle Honda

In 2015 en 2016 reed ze voor de Britse wielerploeg Wiggle Honda. Vanaf 2017 kwam Christian uit voor het Drops Cycling Team, dat later verder ging onder de namen Trek-Drops, Drops-Le Col en Le Col-Wahoo.
Anna Christian is de zus van wielrenner Mark Christian.

## Palmares

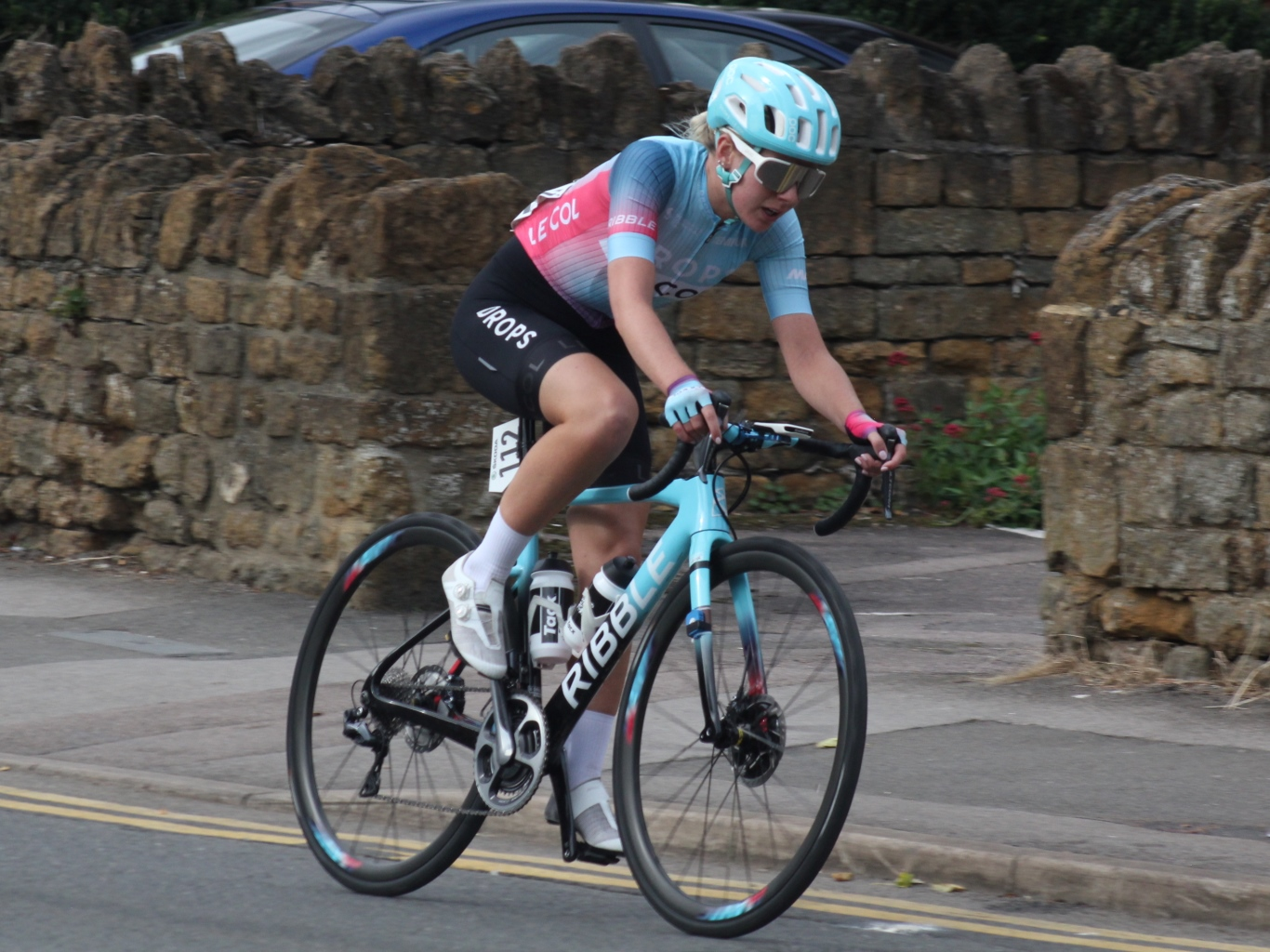
Christian tijdens The Women's Tour 2021

2013
- Brits kampioen op de weg (junior)

2017
- Brits kampioen tijdrijden (belofte)

Abbott · Baker · Bronzini · Christian · Cordon · D'Hoore · Edmondson · Fahlin · Hagiwara · Hosking · King · Longo Borghini · Mullens · Roberts · Roe · Sanchis · Wiasak
Abbott · Bronzini · Christian · Cordon · D'Hoore · Edmondson · Garner · Hagiwara · Hosking · Johansson · King · Longo Borghini · Pieters · Roberts · Sanchis
Barnes · Christian · Coleman · Durrell · Duyck · Holden · Massey · Osborne · Park · Parkinson · Payton · Ritter · Shaw · Simpson · Van Twisk · Womersley · Zorzi
Buurman · Christian · Hammes · Holden · Lloyd · Park · Parkinson · Payton · Shaw · Simpson · Van Twisk · Weaver · Wiles
Anderson · E. Barker · M. Barker · Christian · Dickinson · Holden · Lloyd · Lowden · Parkinson · Payton · Redmond · Shaw
Bennett · Christian · Van 't Geloof · Martins · Meakin · Moberg · Lowden · Olsen · Penton · Smekal · Tacey
Bennett · Christian · Christmas · Van der Duin · Van 't Geloof · Martins · Meakin · Moberg · Lowden · Olsen · Penton · Smekal · Tacey · Towers
Van Agt (vanaf 1/5) · Christian · Van der Duin · Van 't Geloof · Holden · King · Martins · Merino · Moberg · Perkins · Tacey · Towers · Vandenbulcke · Verhulst